# Peder Mønsted
Peder Mørk Mønsted, född 10 december 1859 i Balle Mølle vid Grenå, död 20 juni 1941 i Fredensborg, var en dansk målare.
Mellan oktober 1875 och januari 1879 var han inskriven på Kunstakademiet i Köpenhamn där han studerade för Frederik Vermehren, Julius Exner och Niels Simonsen. Han studerade även en kortare tid på P. S. Krøyers målarskola. Vintern 1882–1883 var han elev till William Bouguereau i Paris.
Mønsted målade landskapsbilder i realistisk stil som han utvecklade under vistelsen i Paris. Till hans favoritmotiv räknas snöiga vinterlandskap, stilla vattenytor och skog. Han hade flera utställningar både i Danmark och utomlands. Efter sekelskiftet och fram till sin död var han en av Danmarks mest populära landskapsmålare.

## Verk i urval

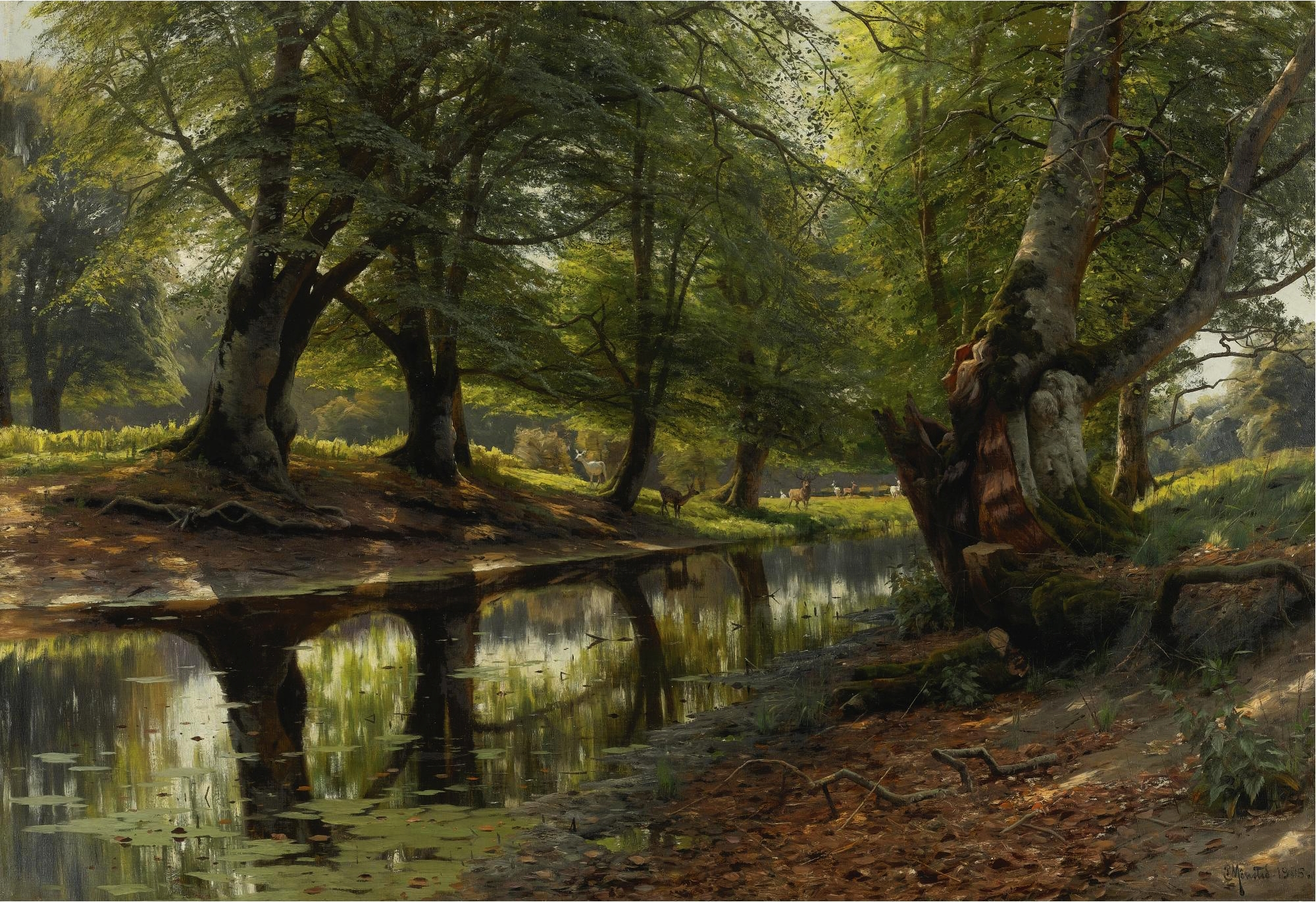
En strøm gennem dal, rådyr i afstanden, 1905.
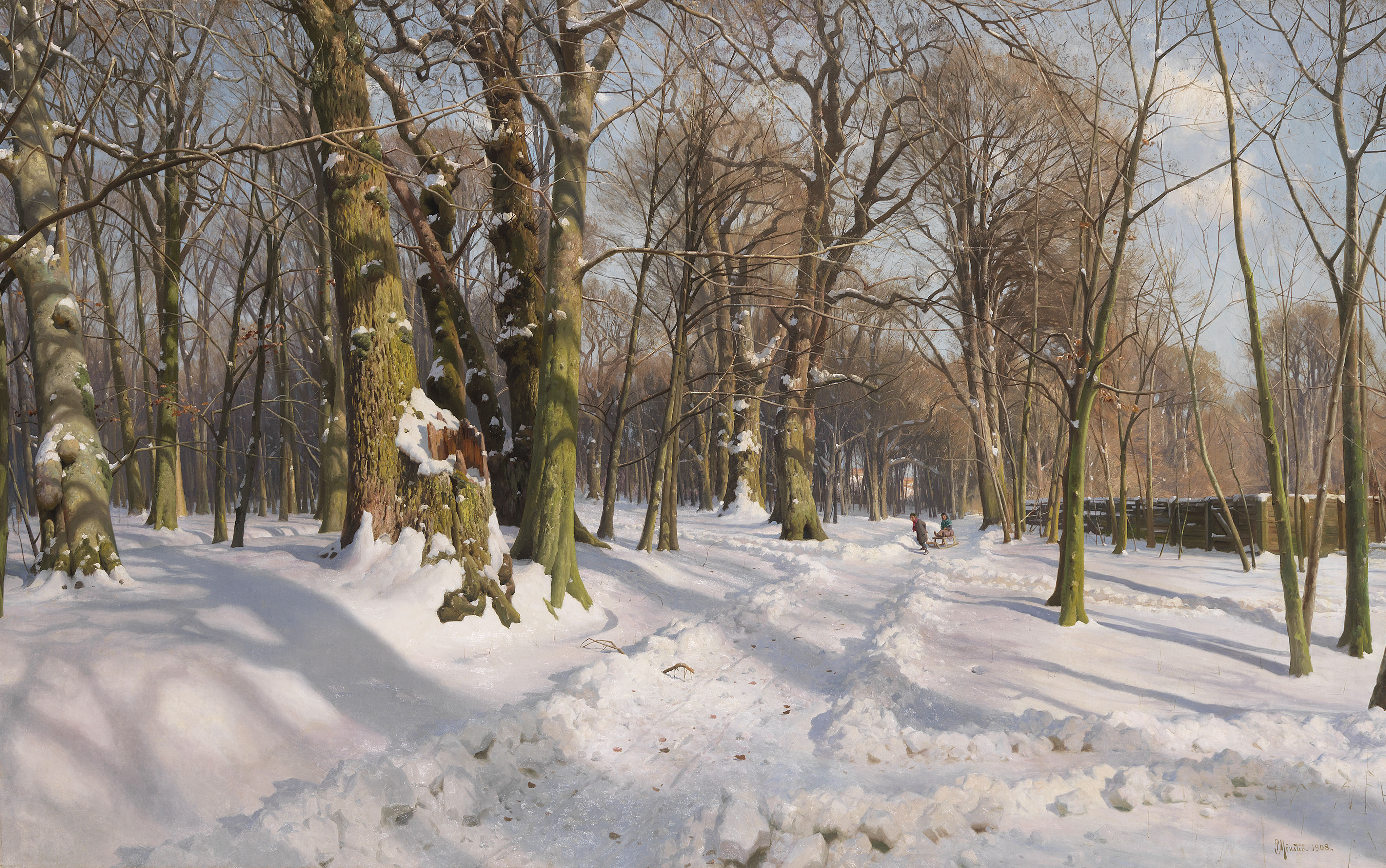
Sneklædte skovvej i sollys, 1908.
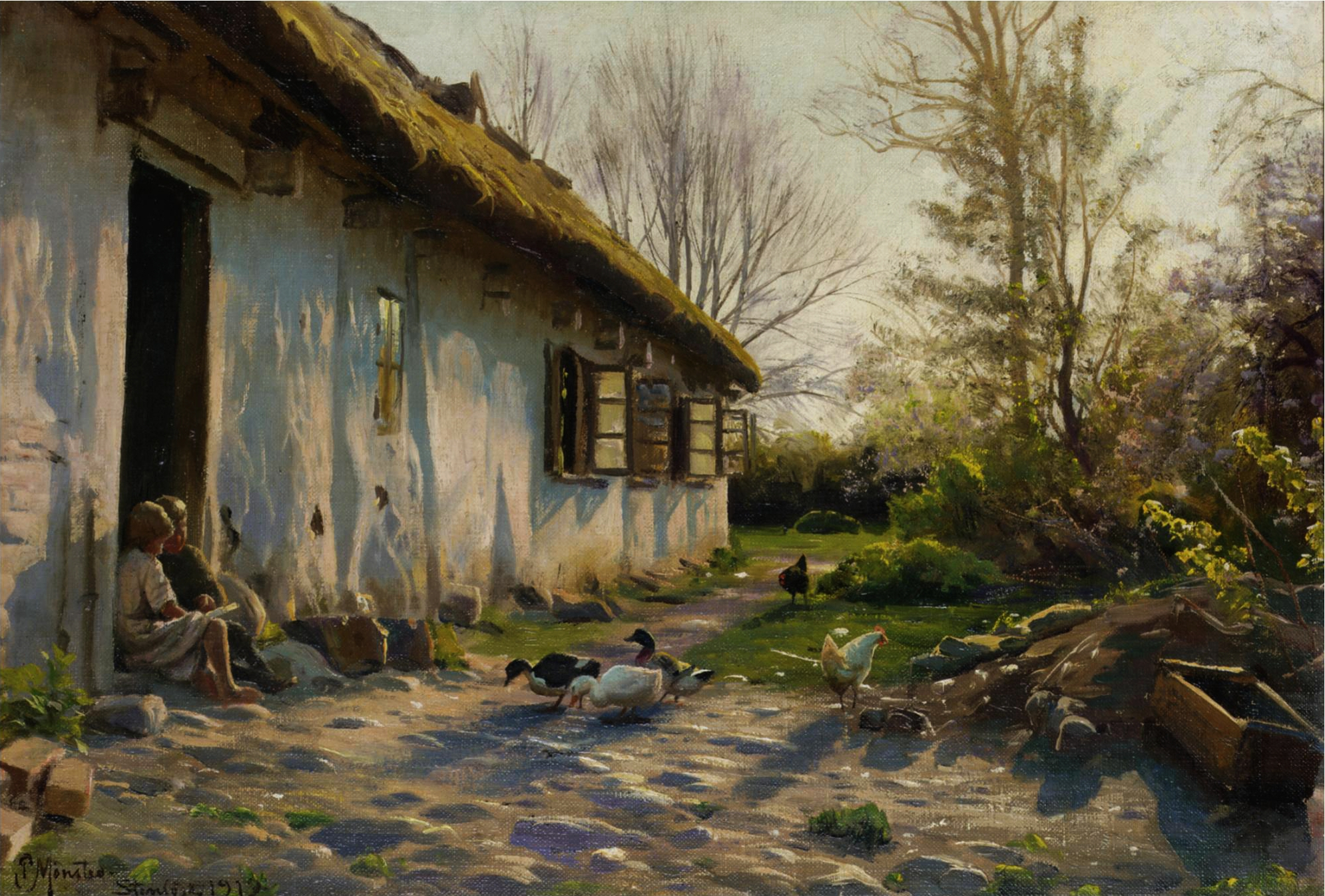
Børn fodring ænder ved solopgang, 1919.